# Hospes punctatus
Hospes punctatus là một loài bọ cánh cứng trong họ Cerambycidae.